# Saint-Mesmin (Dordogne)
Saint-Mesmin település Franciaországban, Dordogne megyében. Lakosainak száma 334 fő (2022. január 1.). Saint-Mesmin Savignac-Lédrier, Salagnac, Génis, Payzac, Saint-Cyr-les-Champagnes és Juillac községekkel határos.

## Népesség
A település népessége az elmúlt években az alábbi módon változott:
| Lakosok száma | 534  | 393  | 324  | 280  | 293  | 314  | 318  | 325  | 326  | 334  |
|               | 1968 | 1982 | 1990 | 2006 | 2013 | 2015 | 2017 | 2019 | 2020 | 2022 |